# I Am Kloot
I Am Kloot war eine englische Rockband aus Manchester, die 1999 gegründet wurde. Sie spielte Indie-Rock mit oftmals akustischer Instrumentierung.

## Bandgeschichte
John Bramwell arbeitete im Club Night&Day als Konzertorganisator und lernte dort die beiden weiteren späteren Bandmitglieder Andy Hargreaves und Pete Jobson kennen.
Das erste Konzert spielte die Band 1999 im vollen Night&Day. Darauf folgten mehrere Singles. Ihr erstes Album Natural History erschien 2001 und wurde in der englischen Presse gelobt: Unter anderem verglich der NME Bramwells Songwritingfähigkeiten mit denen von Morrissey und Stuart Murdoch (Belle and Sebastian); die Stimmung der Platte wurde als zwischen Selbsthass, Zynismus und Zärtlichkeit schwankend beschrieben und das Werk erhielt 8 von 10 Punkten. Produzent von Natural History war Guy Garvey von der Band Elbow.
Das zweite Album, I Am Kloot, erschien zwei Jahre später und wurde von Ian Broudie produziert. Es platzierte sich auf Rang 68 in den britischen Albumcharts. 2005 ging die Band in den Vereinigten Staaten auf Tournee, kurze Zeit später erschien ihr drittes Album, Gods and Monsters. Dieses Album enthält mit Over My Shoulder die mit Position 38 bisher von der Chartplatzierung im Vereinigten Königreich her erfolgreichste Single der Band.
2006 veröffentlichte die Band eine Zusammenstellung von Aufnahmen, die für die Radiosendung von John Peel eingespielt worden waren. 2008 erschien ein weiteres Studioalbum, I Am Kloot Play Moolah Rouge. Im Jahr darauf wurde B herausgebracht, eine Zusammenstellung von B-Seiten und Raritäten.
Am 16. Juli 2010 erschien ihr fünftes Studioalbum Sky at Night. Das Album wurde in der Kategorie „Bestes Album des Jahres“ in Großbritannien für den Barclaycard Mercury Prize 2010 vorgeschlagen. Bei der Produktion standen der Band die Musiker Guy Garvey und Craig Potter von Elbow zur Seite.
Die Band löste sich 2016 auf, da John Bramwell sich verstärkt seiner Solokarriere widmen wollte.

## Diskografie

### Alben
- 2001: Natural History
- 2003: I Am Kloot
- 2005: Gods and Monsters
- 2006: BBC Radio 1 John Peel Sessions
- 2008: I Am Kloot Play Moolah Rouge
- 2009: B
- 2009: Sky at Night
- 2013: Let It All In
- 2014: From There to Here (Soundtrack)

### Singles
- 1999: To You/Titanic
- 1999: Twist/86 TV’s
- 2001: Morning Rain
- 2001: Dark Star
- 2003: 3 Feet Tall
- 2003: Life in a Day
- 2003: Untitled#1
- 2004: From Your Favourite Sky
- 2005: Over My Shoulder
- 2005: Maybe I Should
- 2010: Northern Skies/Lately
- 2010: Proof
- 2012: Hold Back the Night
- 2013: These Days Are Mine